# Like a Storm
Like a Storm es una banda musical de hard rock neozelandesa formada el 2005 en Auckland por los hermanos Chris, Matt y Kent Brooks y Paul Sievers. A lo largo de su trayectoria han compartido escenario con cantantes y grupos como Alter Bridge, Shinedown, Korn, Puddle of Mudd, Staind entre otros. Desde su formación han publicado seis álbumes, de los cuales dos son de estudio y una edición DVD.

## Discografía
- The End of the Beginning (2009)
- Like A Storm Unplugged (2011)
- Southern Skies DVD (2012)
- Chaos Theory: Part 1 (2012)
- Worlds Collide: Live from the Ends of the Earth (2013)
- Awaken the Fire (2015)
- Catacombs (2018)